# Jezioro Wielkie (Bruzda Zbąszyńska)
Jezioro Wielkie (niem. Großer See) – jezioro rynnowe w Bruździe Zbąszyńskiej przez które przepływa Obra (województwo lubuskie, powiat międzyrzecki, gmina Trzciel). Jezioro znajduje się na terenie Pszczewskiego Parku Krajobrazowego, a samo tworzy rezerwat przyrody Jezioro Wielkie.

## Charakterystyka
Linia brzegowa akwenu jest dobrze rozwinięta, brzegi, szczególnie wschodni są wysokie, poza zachodnim porośnięte lasem. Poszczególne części jeziora mają odrębne nazwy:
- południowa część, oddzielona półwyspem o długości 1,5 km i wysokości bezwzględnej 10 m nosi nazwę jeziora Konin,
- północna, oddzielona półwyspem, który osiąga wysokość względną do 13 m nazywa się jeziorem Rybojadło.

Na jeziorze znajdują się dwie wyspy, a na wschodnim brzegu Rybojadła, na stromym wzniesieniu, istnieje grodzisko datowane na wczesną epokę żelaza, używane wtórnie w okresie wczesnego średniowiecza, w VIII wieku.

## Przyroda
Brzegi są częściowo niedostępne. Szuwar trzcinowy zajmuje około 30 hektarów. Akwen stanowi ostoję ptactwa. Gniazduje tutaj około sto par kormoranów i około pięćdziesiąt par czapli siwej. Obecna jest gęś gęgawa, gągoł, trzmielojad, kania czarna i błotniak stawowy.